# Josh Duhamel

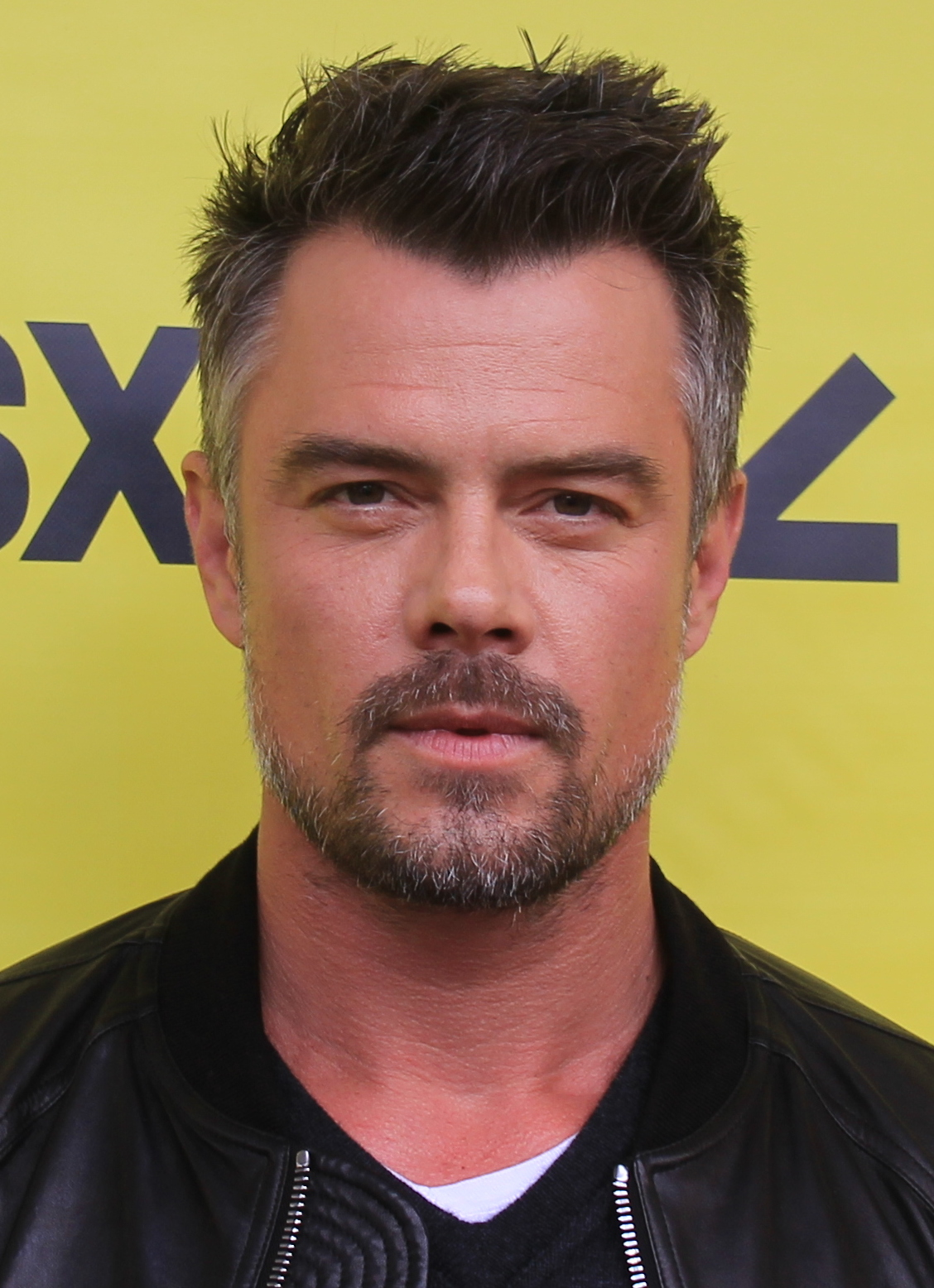
Josh Duhamel (2017)

Joshua „Josh“ David Duhamel (* 14. November 1972 in Minot, North Dakota) ist ein US-amerikanischer Schauspieler, der vor allem durch seine Rolle in der Fernsehserie Las Vegas bekannt wurde.

## Leben
Nach der Scheidung seiner Eltern wuchs Duhamel bei seiner Mutter auf. Er absolvierte die Minot State University mit dem Bachelor of Science in Biologie und zog dann nach Kalifornien, wo er anfing, als Model für Modezeitschriften zu arbeiten. 1997 gewann er den IMTA Model of the Year-Preis.
Von 1999 bis 2002 spielte Duhamel die Hauptrolle in der ABC-Seifenoper All My Children, 2003 bekam er eine Rolle in der Fernsehserie Las Vegas. Nach einer ersten Hauptrolle in dem Independent-Film The Picture of Dorian Gray hatte er 2004 in Total verknallt in Tad Hamilton, an dem auch Kate Bosworth und Topher Grace mitwirkten, nur mäßigen Erfolg. Einen Erfolg hatte er auch mit der 2010 erschienenen Liebeskomödie So spielt das Leben, wo er neben Katherine Heigl eine weitere Hauptrolle hatte.
Einem großen Filmpublikum wurde er bekannt durch seine Rolle als US-Army Ranger William Lennox in den Transformer-Filmen Teile 1 -3, und in Transformers: The Last Knight. In den ersten drei Filmen stieg er vom Captain über Major bis zum Lt. Colonel auf und leitete als Verantwortlicher die gefährlichen Einsätze vor Ort. 
2019 gab Duhamel mit The Buddy Games seine Debüt als Regisseur und Drehbuchautor, den er zugleich auch produzierte.
2004 trennte sich Duhamel von dem Model Kristy Pierce. Neben seiner Tätigkeit als Schauspieler ist er Geschäftsführer seines eigenen Restaurants, 10 North Main, in seiner Heimatstadt.
Am 10. Januar 2009 heiratete er Stacy Ann Ferguson, die unter dem Künstlernamen Fergie als Sängerin bekannt ist. Am 29. August 2013 bekamen die beiden ihr erstes Kind, einen Sohn. Das Paar trennte sich im Jahr 2017.
Am 23. März 2013 moderierte er die Nickelodeon Kids’ Choice Awards in Los Angeles.

## Filmografie (Auswahl)

### Fernsehen
- 1999–2002, 2011: All My Children (Seifenoper)
- 2002: Ed – Der Bowling-Anwalt (Ed, Episode 2x19)
- 2003–2008: Las Vegas (106 Episoden)
- 2004–2005, 2007: Crossing Jordan – Pathologin mit Profil (Crossing Jordan, 3 Episoden)
- 2013: Nickelodeon Kids’ Choice Awards 2013 (Moderator)
- 2015: Battle Creek (13 Episoden)
- 2016: 11.22.63 – Der Anschlag (11.22.63, 3 Episoden)
- 2018: Unsolved (10 Episoden)
- 2019: Veronica Mars (1 Episode)
- 2021: Jupiter’s Legacy (8 Episoden)
- 2021:  Love Victor (Gastauftritt, Staffel 2, Folge 3)
- 2022:  Mighty Ducks: Game Changer (Staffel 2, 10 Episoden)
- 2022: The Thing About Pam (Miniserie)
- 2025: Ransom Canyon  (10 Episoden)

### Filme
- 2004: The Picture of Dorian Gray
- 2004: Total verknallt in Tad Hamilton (Win a Date with Tad Hamilton!)
- 2006: Turistas
- 2007: Transformers
- 2009: Transformers – Die Rache (Transformers: Revenge of the Fallen)
- 2010: When in Rome – Fünf Männer sind vier zuviel (When in Rome)
- 2010: The Romantics
- 2010: Schwesterherzen – Ramonas wilde Welt (Ramona and Beezus)
- 2010: So spielt das Leben (Life as We Know It)
- 2011: Transformers 3 (Transformers: Dark of the Moon)
- 2011: Happy New Year (New Year’s Eve)
- 2012: Fire with Fire – Rache folgt eigenen Regeln (Fire with Fire)
- 2012: Jets – Helden der Lüfte (Ot vinta 3D, Stimme)
- 2013: Movie 43
- 2013: Safe Haven – Wie ein Licht in der Nacht (Safe Haven)
- 2013: Scenic Route
- 2014: Das Glück an meiner Seite (You’re Not You)
- 2015: Bravetown
- 2015: Lost in the Sun
- 2016: Ruf der Macht – Im Sumpf der Korruption (Misconduct)
- 2017: CHiPs
- 2017: Transformers: The Last Knight
- 2018: Love, Simon
- 2019: Capsized: Blood in the Water
- 2020: Denk wie ein Hund (Think Like a Dog)
- 2020: Der verlorene Ehemann (The Lost Husband)
- 2022: Shotgun Wedding – Ein knallhartes Team (Shotgun Wedding)
- 2022:  Blackout – Im Netz des Kartells (Blackout)
- 2022: Bandit

### Videospiele
- 2017: Call of Duty: WWII
- 2022: The Callisto Protocol